# أثينيوس

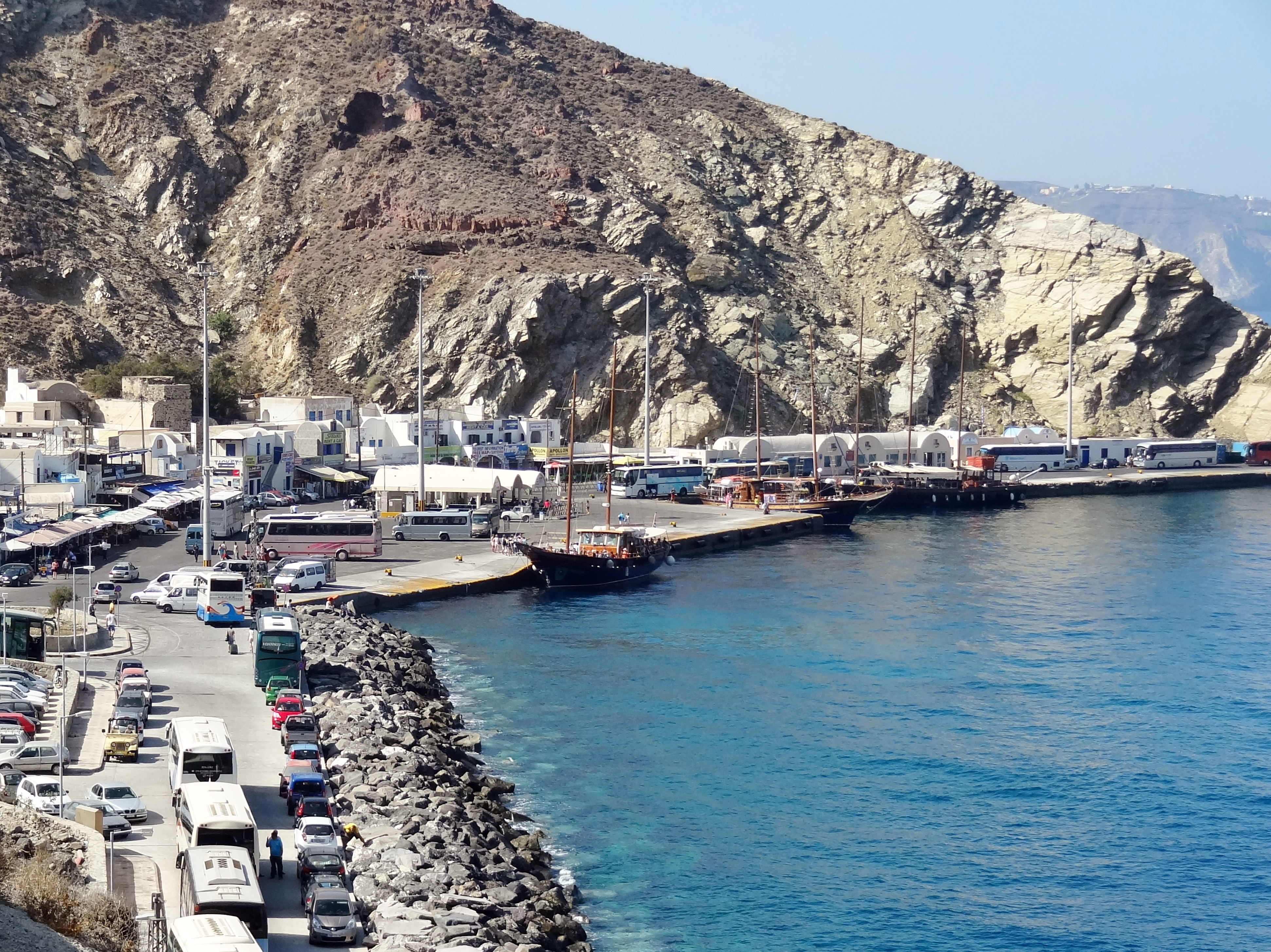
منظر لميناء أثينيوس

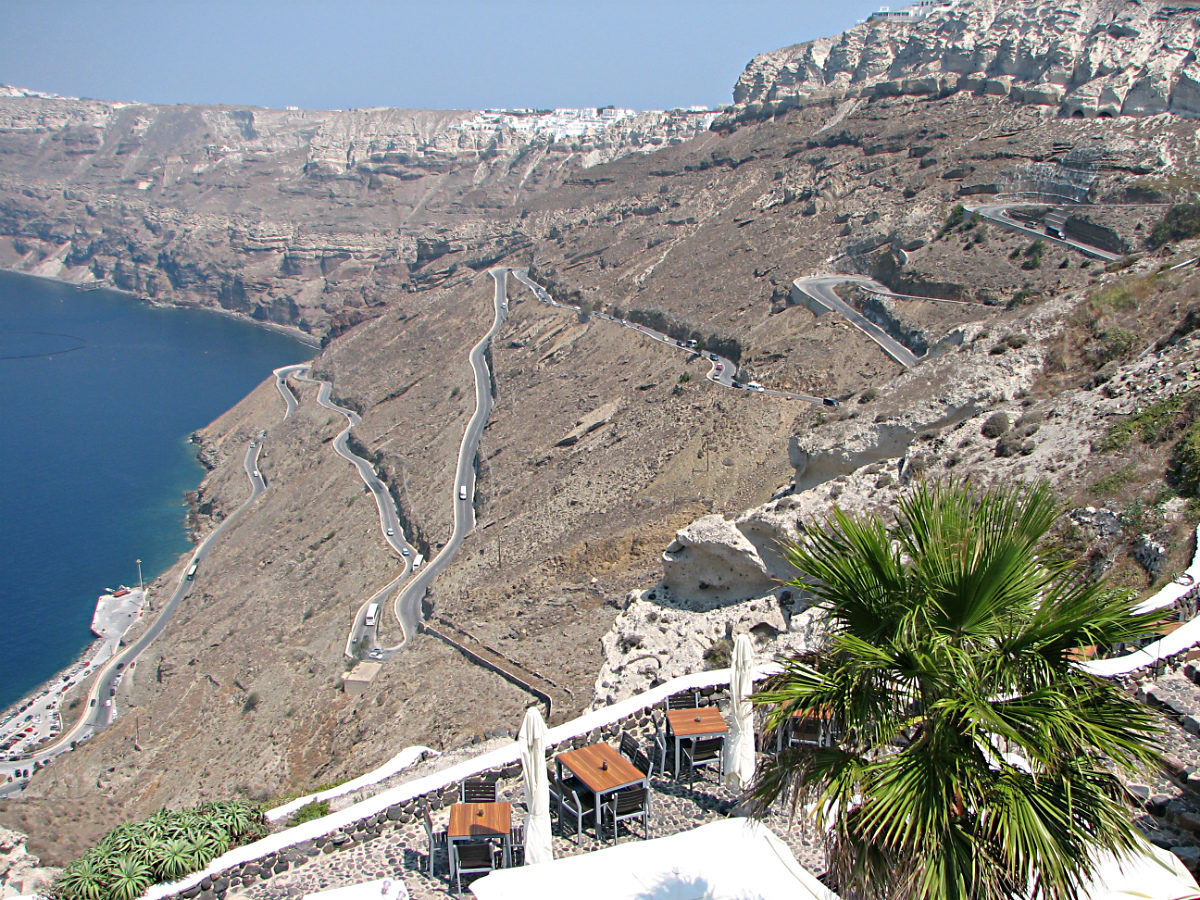
الطريق لميناء أثينيوس

أثينيوس هو الميناء البحري الرئيسي لسانتوريني، وهو يقع حوالي 10 كيلومتر جنوب العاصمة فيرا. وهو الميناء الوحيد لسانتوريني الذي يحتوي على مراكب عبارة خاصة للمسافرين، حيث تقوم بإيصال إلى بيرايوس، كيكلادس وكريت. أثينيوس محاطة بمنحدرات بركانية عميقة.